# Agata Suszka
Agata Suszka (* 27. September 1971 in Istebna) ist eine frühere polnische Biathletin. Sie trat in den 1990er Jahren bei fünf Biathlon-Weltmeisterschaften und drei Olympischen Spielen an.
Agata Suszka studierte an der Sporthochschule. Sie betrieb seit 1990 Biathlon und trat für N.G.K.S. Dynamit Chorzow an. Ihr erstes Großereignis waren die Olympischen Winterspiele 1992 von Albertville. Bei den Wettkämpfen in Les Saisies belegte die Polin sowohl im Sprint wie auch im Einzel den 46. Platz. In der polnischen Staffel kam sie mit Halina Pitoń und Zofia Kiełpińska auf den 14. Rang. In der Saison 1992/93 konnte Suszka in der Gesamtwertung des Biathlon-Weltcups hinter Jiřina Rázlová Zweite werden. In derselben Saison sammelte sie als 23. bei einem Sprint in Lillehammer erstmals Punkte im Biathlon-Weltcup. Ein Jahr später lief Suszka an selber Stelle ihre zweiten Olympischen Spiele. Im Einzel wurde sie 45., in der Staffel mit Anna Stera, Helena Mikołajczyk und Piton kam sie auf Platz elf. Die ersten Weltmeisterschaften lief die Polin 1995 in Antholz und wurde dort 46. im Einzel und 15. mit der Staffel. Erfolgreicher verliefen die Welttitelkämpfe 1996 in Ruhpolding mit Platz 16 im Einzel und 24 im Sprint sowie Rang 13 mit der Staffel. Auch ein Jahr später konnte Suszka Erfolge bei den Weltmeisterschaften in Osrblie erreichen. Im Einzel belegte sie zwar nur Rang 51, doch im Sprint wurde sie Zehnte, in der Verfolgung 13. und 14. in der Staffel. Der zehnte Platz im Sprint war zudem ihr erstes und auch einziges Weltcup-Ergebnis unter den besten Zehn. Im Weltcup erreichte sie immer wieder Ergebnisse in den Punkterängen, ohne jedoch über längere Zeit ihre Erfolge stabilisieren zu können. Die dritten Winterspiele brachten Platz 42 im Sprint, 45 in der Verfolgung und 13 mit Piton, Stera und Iwona Daniluk in der Staffel. Gute, wenngleich nicht sehr gute Resultate brachten ihr ihre letzten Biathlon-Weltmeisterschaften 1999 in Kontiolahti und am Holmenkollen in Oslo mit Rang 30 im Sprint, 37 in der Verfolgung, 40 im Einzel und vor allem sieben mit der Staffel (mit Stera, Adrianna Babik und Magdalena Gwizdoń) ein. Nach der Saison 1998/99 beendete Suszka ihre Karriere.

## Biathlon-Weltcup-Platzierungen
Die Tabelle zeigt alle Platzierungen (je nach Austragungsjahr einschließlich Olympische Spiele und Weltmeisterschaften).
- 1.–3. Platz: Anzahl der Podiumsplatzierungen
- Top 10: Anzahl der Platzierungen unter den ersten zehn (einschließlich Podium)
- Punkteränge: Anzahl der Platzierungen innerhalb der Punkteränge (einschließlich Podium und Top 10)
- Starts: Anzahl gelaufener Rennen in der jeweiligen Disziplin

| Platzierung                                | Einzel | Sprint | Verfolgung | Massenstart | Team | Staffel | Gesamt |
| ------------------------------------------ | ------ | ------ | ---------- | ----------- | ---- | ------- | ------ |
| 1. Platz                                   |        |        |            |             |      |         |        |
| 2. Platz                                   |        |        |            |             |      |         |        |
| 3. Platz                                   |        |        |            |             |      |         |        |
| Top 10                                     |        |        |            |             | 1    | 6       | 7      |
| Punkteränge                                | 5      | 7      | 1          |             | 1    | 14      | 28     |
| Starts                                     | 30     | 36     | 10         |             | 1    | 14      | 91     |
| Stand: Daten möglicherweise nicht komplett |        |        |            |             |      |         |        |